# Ojāq Qeshlāq
Ojāq Qeshlāq (persiska: اُجاق قِشلاقِ خُروسلو, اجاق قشلاق, Ojāq Qeshlāq-e Khorūslū) är en ort i Iran.   Den ligger i provinsen Ardabil, i den nordvästra delen av landet, 500 km nordväst om huvudstaden Teheran. Ojāq Qeshlāq ligger 624 meter över havet och antalet invånare är 188.
Terrängen runt Ojāq Qeshlāq är lite kuperad. Runt Ojāq Qeshlāq är det ganska glesbefolkat, med 42 invånare per kvadratkilometer. Närmaste större samhälle är Takānlū, 7,9 km söder om Ojāq Qeshlāq. Trakten runt Ojāq Qeshlāq består till största delen av jordbruksmark.